# Maritime Brandbekämpfung
Unter maritimer Brandbekämpfung versteht man alle Brandbekämpfungsmaßnahmen auf hoher See, in der Regel bei Bränden auf Schiffen oder Bohrinseln. Sie ist Teil der Schiffssicherung und nicht mit der Brandbekämpfung an Land zu vergleichen, da sie sich ganz anderen Problemen gegenübersieht.

## Eigenschaften und Besonderheiten

Übung: Brandbekämpfung im Schiff

Ein Brand auf See kann beispielsweise auf einem Schiff oder einer Bohrinsel auftreten. Dort verläuft ein Brand völlig anders als Brände an Land. So heizt er die Stahlwände der Wasserfahrzeuge so stark auf, dass sich das Feuer durch Wärmeleitung ausdehnen kann. Die Wände haben also kaum brandhemmende Wirkung, zumeist eher im Gegenteil: Der heiße Stahl entzündet in anderen Bereichen ebenfalls entflammbare Materialien. Außerdem entsteht durch die langen Korridore, vielen Treppenhäuser und Lüftungsschächte ein starker Kamineffekt, der das Feuer und den Rauch sich rasch ausbreiten lässt. Zudem verfügen Wasserfahrzeuge oft über sehr viele brennbare Materialien, wie Holz oder Kunststoffe, die rasch Feuer fangen und sehr viele Atemgifte erzeugen, was eine schnelle Menschenrettung unbedingt nötig macht. Außerdem ist ein Wasserfahrzeug ein sehr komplexes Gebilde, welches Maschinenräume, Wohnräume, Gaststätten, Werkstätten, Küchen und vieles mehr auf relativ engem Raum in sich vereinigt. Jeder dieser Teilbereiche birgt spezifische Brandrisiken, die auf See gemeinsam und nicht, wie an Land, getrennt beachtet werden müssen.

## Menschenrettung
Die Menschenrettung hat besonders auch auf See oberste Priorität, da sich die Menschen hier im Normalfall nicht selbst in Sicherheit bringen können. Sie ist auf dem Meer jedoch weitaus schwieriger, da Rettungskräfte meist einen sehr langen Anfahrts-/Anflugweg haben. Hinzu kommt, dass besonders Korridore in Schiffen sehr lang und stark verzweigt sind. Sie rauchen sehr schnell zu, wobei die Sicht oft unter 30 cm sinkt, bevor der Rauch in Kabinen eindringt. Somit werden die Korridore zu einem gefährlichen Labyrinth, in welchen man sich sehr schnell verlaufen kann.
Deshalb müssen in Passagierschiffen Notausgänge gekennzeichnet sein. Zudem ist ein System in Entwicklung, das durch akustische Signale, die das gesamte hörbare Schallspektrum abdecken, den Weg zu den Notausgängen anzeigt. Da der Faktor Zeit eine entscheidende Rolle spielt, werden nach Möglichkeit im Ernstfall speziell ausgebildete Rettungsteams per Hubschrauber eingeflogen, die sich allein um die Menschenrettung kümmern.

## Löscharbeiten

Löschboote

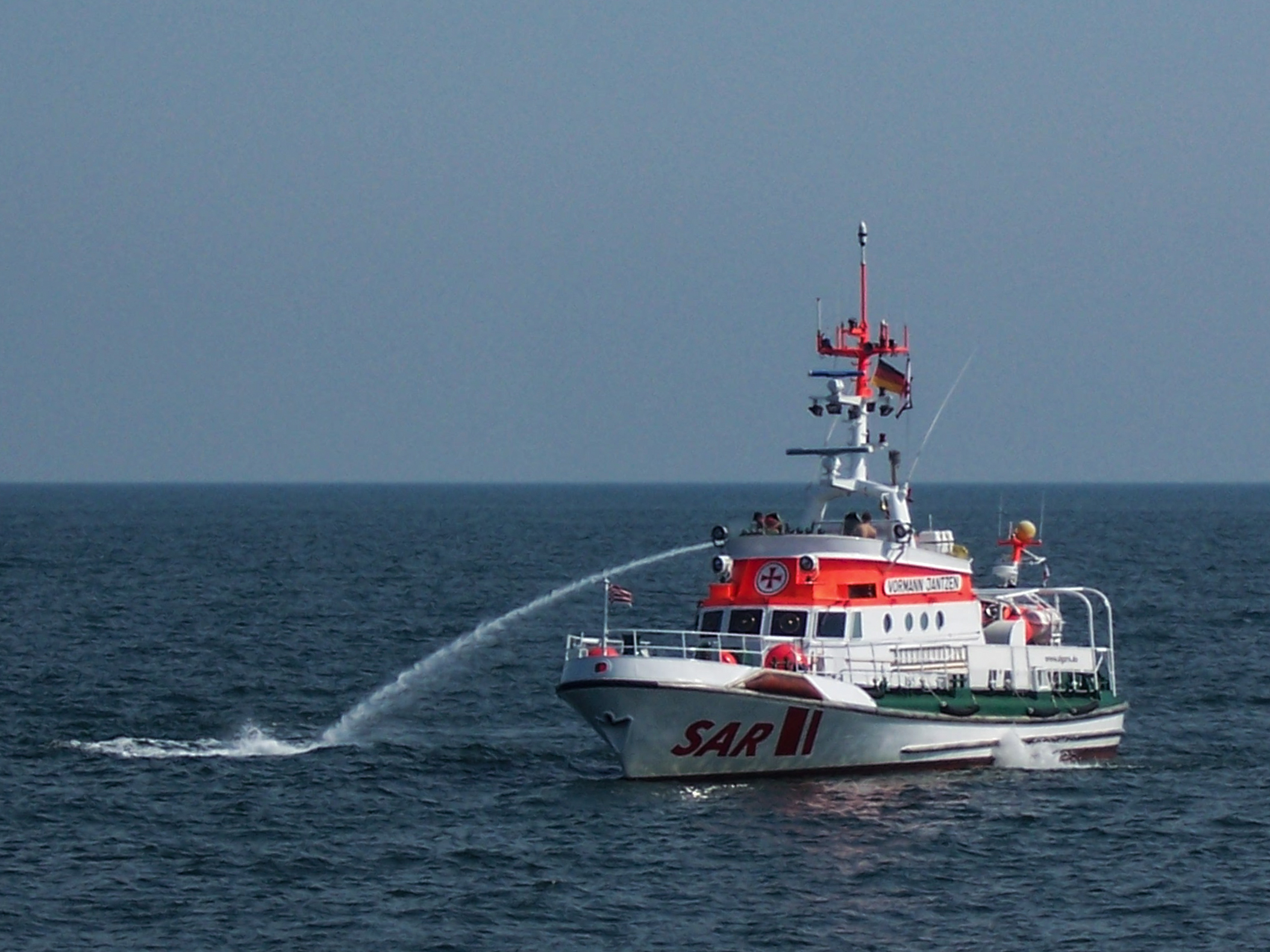
Der Seenotrettungskreuzer Vormann Jantzen bei einer Löschübung

Die eigentliche Brandbekämpfung findet auf See oft mit einem enormen Wassereinsatz durch große Monitoren statt, um den Brand zu löschen oder zumindest das Schiff herabzukühlen. Bei kleineren Bränden wird zugleich oft auch ein massiver Innenangriff über Löscheinrichtungen durchgeführt. Dabei darf nicht zu viel Wasser in das Schiffsinnere gepumpt werden, da das Schiff ansonsten Schlagseite bekommen und kentern kann. Eine besondere Gefahr besteht auf See auch in Rückzündungen, da viele Teile eines Schiffs sich bei einem Brand stark erhitzen und nur schlecht mit kühlender Frischluft versorgt werden.
Für Löschmaßnahmen kommen häufig Mehrzweckschiffe von Rettungsorganisationen (wie die Seenotrettungskreuzer der DGzRS) oder von seefahrenden Behörden (in Deutschland Zoll, WSV und Bundespolizei) zum Einsatz. In Küstennähe werden auch kleinere Feuerlöschboote eingesetzt.

## Brandschutz
Aufgrund der besonderen Schwierigkeit der Brandbekämpfung auf See und des Risikos hoher Opferzahlen im Falle einer Katastrophe wird dem Brandschutz auf See besondere Aufmerksamkeit geschenkt. So sind Brandschutzwände mit Schotten, die geschlossen werden, um das Feuer zu begrenzen, inzwischen Vorschrift. Diese Schotten können jedoch auch nur das Primärfeuer örtlich begrenzen, die Entstehung von Sekundärfeuern infolge der Wärmeleitung wird nicht verhindert. Größere Passagierschiffe verfügen über eine Schiffsfeuerwehr, die sich der vorhandenen Löscheinrichtungen (Feuerlöscher, Wandhydranten, Wasserwerfer) bedient und einen Erstangriff vornehmen kann. Sprinkleranlagen, Dampfsperren und ähnliche Maßnahmen wie an Land sind immer mehr im Kommen und teilweise durch die SOLAS-Richtlinien der IMO vorgeschrieben.
Früher wurden große Bereiche, insbesondere die Maschinenräume mit Spritzasbest beschichtet. Aufgrund der erheblichen Gesundheitsrisiken ist die Verwendung von Asbest in der gesamten EU verboten, in Entwicklungsländern führen die Brandschutzbeschichtungen, insbesondere beim Abwracken, zu erheblichen Problemen.

## Bekannte Brände auf See
- Achille Lauro
- Deepwater Horizon (Bohrinsel)
- General Slocum
- Lisco Gloria
- Nisshin Maru (Walfang-Fabrikschiff in der Antarktis)
- Pallas
- Piper Alpha (Bohrinsel)
- Scandinavian Star
- Star Princess